# 韋布縣
韋布县（英語：Webb County）是位於美国德克萨斯州南部的一個縣，格蘭德河在西界（同時是美國和墨西哥的邊界）流過，面積8,743平方公里。根據2020年美國人口普查，共有人口26萬7,114人。縣治拉雷多（Laredo）。該縣成立於1848年1月28日，縣名紀念曾任州和聯邦法官的詹姆斯·韋布。